# Première circonscription de Vervins (1889-1919)
Pour les articles homonymes, voir Première circonscription de Vervins.
La première circonscription de Vervins est une ancienne circonscription législative de l'Aisne sous la Troisième République de 1889 à 1919.

## Description géographique et démographique
La 1re circonscription de Vervins regroupe une partie de l'arrondissement de Vervins dont le chef-lieu de l'arrondissement, Hirson, Aubenton et La Capelle. Elle était l'une des 8 circonscriptions législatives du département de l'Aisne. Elle reprend les contours de l'ancienne 1re circonscription de Vervins de 1875 à 1885. 
Elle regroupait les divisions administratives suivantes : le canton d'Aubenton, le canton d'Hirson, le canton de La Capelle et le canton de Vervins. 
La loi du 12 juillet 1919 supprime les circonscriptions du département avec l'instauration du scrutin de liste avec représentation proportionnelle.
Lors du rétablissement du scrutin uninominal majoritaire à deux tours par la loi du 21 juillet 1927, la circonscription n'est pas recrée. Elle est remplacée par une circonscription unique pour l'arrondissement de Vervins, réunifiant la 1re circonscription et la 2e circonscription de Vervins.

## Historique des députations
| Législature       | Début            | Fin             | Député            | Parti / Idéologie | Parti / Idéologie   | Observation                                                                    |
| ----------------- | ---------------- | --------------- | ----------------- | ----------------- | ------------------- | ------------------------------------------------------------------------------ |
| Ve législature    | 12 novembre 1889 | 15 février 1893 | Camille Godelle   |                   | Conservateur        | Ancien député de l'Aisne (1877-1878) et de la Seine (1879-1881) Démissionnaire |
| Ve législature    | 28 mai 1893      | 14 octobre 1893 | Maurice Denécheau |                   | Républicain Radical | Journaliste                                                                    |
| VIe législature   | 15 octobre 1893  | 31 mai 1898     | Maurice Denécheau |                   | Républicain Radical | Journaliste                                                                    |
| VIIe législature  | 1er juin 1898    | 31 mai 1902     | Maurice Denécheau |                   | Républicain Radical | Journaliste                                                                    |
| VIIIe législature | 1er juin 1902    | 31 mai 1906     | Maurice Denécheau |                   | Républicain Radical | Journaliste                                                                    |
| IXe législature   | 1er juin 1906    | 31 mai 1910     | Pascal Ceccaldi   |                   | Radical             | Avocat, conseiller général du canton de Vervins                                |
| Xe législature    | 1er juin 1910    | 31 mai 1914     | Pascal Ceccaldi   |                   | Radical             | Avocat, conseiller général du canton de Vervins                                |
| XIe législature   | 1er juin 1914    | 6 novembre 1918 | Pascal Ceccaldi   |                   | Radical             | Avocat, conseiller général du canton de Vervins Décédé en cours de mandat      |
| XIe législature   | 6 novembre 1918  | 7 décembre 1919 | Vacant            | Aucun             | Aucun               | Aucune élection organisée en raison du conflit mondial                         |

## Historique des résultats

### Élections de 1889
Les élections législatives françaises de 1889 ont eu lieu le 22 septembre et le 6 octobre 1889.
|                | Camille Godelle | Conservateur   | 7 013  | 55,61  |  |  |
|                | M. Dupuy        | Républicain    | 4 824  | 38,26  |  |  |
|                | M. Desmazures   | Boulangiste    | 773    | 6,13   |  |  |
|                |                 |                |        |        |  |  |
| Inscrits       | Inscrits        | Inscrits       | 16 325 | 100,00 |  |  |
| Abstentions    | Abstentions     | Abstentions    | 3 481  | 21,32  |  |  |
| Votants        | Votants         | Votants        | 12 844 | 78,68  |  |  |
| Blancs et nuls | Blancs et nuls  | Blancs et nuls | 234    | 1,82   |  |  |
| Exprimés       | Exprimés        | Exprimés       | 12 610 | 98,18  |  |  |

### Élections de 1893
Les élections législatives françaises de 1893 ont eu lieu le 20 août et le 3 septembre 1893.
|                  | Maurice Denécheau*    | Radical        | 5 996  | 51,75  |  |  |
|                  | M. Piette             | Rallié         | 3 541  | 30,56  |  |  |
|                  | Paul Copin-Albancelli | Monarchiste    | 1 178  | 10,17  |  |  |
|                  | M. de Langautier      | Républicain    | 872    | 7,53   |  |  |
|                  |                       |                |        |        |  |  |
| Inscrits         | Inscrits              | Inscrits       | 16 234 | 100,00 |  |  |
| Abstentions      | Abstentions           | Abstentions    | 4 613  | 28,42  |  |  |
| Votants          | Votants               | Votants        | 11 621 | 71,58  |  |  |
| Blancs et nuls   | Blancs et nuls        | Blancs et nuls | 34     | 0,29   |  |  |
| Exprimés         | Exprimés              | Exprimés       | 11 587 | 99,71  |  |  |
| * député sortant |                       |                |        |        |  |  |

### Élections de 1898
Les élections législatives françaises de 1898 ont eu lieu les 8 et 29 mai 1898.
|                  | Maurice Denécheau* | Radical        | 7 473  | 56,01  |  |  |
|                  | Vicomte Foy        | Républicain    | 5 758  | 43,16  |  |  |
|                  | M. Brizon          | Socialiste     | 111    | 0,83   |  |  |
|                  |                    |                |        |        |  |  |
| Inscrits         | Inscrits           | Inscrits       | 16 116 | 100,00 |  |  |
| Abstentions      | Abstentions        | Abstentions    | 2 496  | 15,49  |  |  |
| Votants          | Votants            | Votants        | 13 620 | 84,51  |  |  |
| Blancs et nuls   | Blancs et nuls     | Blancs et nuls | 278    | 2,04   |  |  |
| Exprimés         | Exprimés           | Exprimés       | 13 342 | 97,96  |  |  |
| * député sortant |                    |                |        |        |  |  |

### Élections de 1902
Les élections législatives françaises de 1902 ont eu lieu le 27 avril et le 11 mai 1902.
|                  | Maurice Denécheau* | PRRRS          | 6 783  | 50,07  |  |  |
|                  | Émile Villemant    | ALP            | 6 765  | 49,93  |  |  |
|                  |                    |                |        |        |  |  |
| Inscrits         | Inscrits           | Inscrits       | 15 465 | 100,00 |  |  |
| Abstentions      | Abstentions        | Abstentions    | 1 780  | 11,51  |  |  |
| Votants          | Votants            | Votants        | 13 685 | 88,49  |  |  |
| Blancs et nuls   | Blancs et nuls     | Blancs et nuls | 137    | 1,00   |  |  |
| Exprimés         | Exprimés           | Exprimés       | 13 548 | 99,00  |  |  |
| * député sortant |                    |                |        |        |  |  |

### Élections de 1906
Les élections législatives françaises de 1906 ont eu lieu les 6 et 20 mai 1906.
| Candidat       | Candidat        | Parti          | Premier tour | Premier tour | Second tour | Second tour |
| Candidat       | Candidat        | Parti          | Voix         | %            | Voix        | %           |
| -------------- | --------------- | -------------- | ------------ | ------------ | ----------- | ----------- |
|                | Émile Villemant | ALP            | 6 672        | 47,41        | 7 082       | 49,70       |
|                | Pascal Ceccaldi | PRRRS          | 4 514        | 32,08        | 7 167       | 50,30       |
|                | M. Tellier      | Rad. indep.    | 2 276        | 16,17        |             |             |
|                | M. Moret        | SFIO           | 610          | 4,33         |             |             |
|                |                 |                |              |              |             |             |
| Inscrits       | Inscrits        | Inscrits       | 16 383       | 100,00       | 16 360      | 100,00      |
| Abstentions    | Abstentions     | Abstentions    | 2 261        | 13,80        | 1 986       | 12,14       |
| Votants        | Votants         | Votants        | 14 122       | 86,20        | 14 374      | 87,86       |
| Blancs et nuls | Blancs et nuls  | Blancs et nuls | 50           | 0,35         | 125         | 0,87        |
| Exprimés       | Exprimés        | Exprimés       | 14 072       | 99,65        | 14 249      | 99,13       |

### Élections de 1910
Les élections législatives françaises de 1910 ont eu lieu le 24 avril et le 8 mai 1910.
| Candidat         | Candidat         | Parti          | Premier tour | Premier tour | Second tour | Second tour |
| Candidat         | Candidat         | Parti          | Voix         | %            | Voix        | %           |
| ---------------- | ---------------- | -------------- | ------------ | ------------ | ----------- | ----------- |
|                  | Pascal Ceccaldi* | PRRRS          | 6 689        | 47,26        | 7 220       | 51,17       |
|                  | Émile Villemant  | FR             | 6 358        | 44,92        | 6 889       | 48,83       |
|                  | M. Legris        | SFIO           | 1 079        | 7,62         | Retrait     | Retrait     |
|                  |                  | Divers         | 29           | 2,69         |             |             |
|                  |                  |                |              |              |             |             |
| Inscrits         | Inscrits         | Inscrits       | 16 286       | 100,00       | 16 113      | 100,00      |
| Abstentions      | Abstentions      | Abstentions    | 2 017        | 12,38        | 1 842       | 11,43       |
| Votants          | Votants          | Votants        | 14 269       | 87,62        | 14 271      | 88,57       |
| Blancs et nuls   | Blancs et nuls   | Blancs et nuls | 114          | 0,80         | 162         | 1,14        |
| Exprimés         | Exprimés         | Exprimés       | 14 155       | 99,20        | 14 109      | 98,86       |
| * député sortant |                  |                |              |              |             |             |

### Élections de 1914
Les élections législatives françaises de 1914 ont eu lieu le 26 avril et le 10 mai 1914.
|                  | Pascal Ceccaldi* | PRRRS          | 7 718  | 53,44  |  |  |
|                  | Jean Richepin    | PRD            | 6 583  | 45,58  |  |  |
|                  | M. Dorez         | SFIO           | 141    | 0,98   |  |  |
|                  |                  | Divers         | 1      | 0,01   |  |  |
|                  |                  |                |        |        |  |  |
| Inscrits         | Inscrits         | Inscrits       | 16 300 | 100,00 |  |  |
| Abstentions      | Abstentions      | Abstentions    | 1 754  | 10,76  |  |  |
| Votants          | Votants          | Votants        | 14 546 | 89,24  |  |  |
| Blancs et nuls   | Blancs et nuls   | Blancs et nuls | 103    | 0,71   |  |  |
| Exprimés         | Exprimés         | Exprimés       | 14 443 | 99,29  |  |  |
| * député sortant |                  |                |        |        |  |  |